# Trois vallées varésines 2016
La 96e édition des Trois vallées varésines a eu lieu le 27 septembre 2016. Elle fait partie du calendrier UCI Europe Tour 2016 en catégorie 1.HC. La course a été remportée par l'Italien Sonny Colbrelli (Bardiani CSF) qui a parcouru les 192,9 kilomètres en 4 h 48 min 18 s, soit à une vitesse moyenne de 40,15 kilomètres par heure. Il est suivi dans le même temps par ses compatriotes Diego Ulissi (Lampre-Merida) et Francesco Gavazzi (Androni Giocattoli-Sidermec).

## Équipes
| WorldTeams (10)- Astana - Lampre-Merida - Orica-BikeExchange - Tinkoff - Dimension Data - Movistar Team - FDJ - Cannondale-Drapac - Giant-Alpecin - BMC Racing Team Équipes continentales professionnelles (13)- Androni Giocattoli-Sidermec - Bardiani CSF - Wilier Triestina-Southeast - Nippo-Vini Fantini - Stölting Service Group - Caja Rural-Seguros RGA - Bora-Argon 18 - Team Roth - Gazprom-RusVelo - Topsport Vlaanderen-Baloise - Delko-Marseille Provence-KTM - Team Novo Nordisk - CCC Sprandi Polkowice Équipes continentales (3)- Adria Mobil - Norda-MG.Kvis - Unieuro Wilier Équipe nationale- Italie |
| |

## Classement final
La course a été remportée par l'Italien Sonny Colbrelli (Bardiani CSF).
| \| Classement général \| Classement général \| Classement général \| Classement général \| Classement général \| \| Coureur \| Coureur \| Pays \| Équipe \| Temps \| \| ------------------ \| ------------------ \| ------------------ \| --------------------------- \| ------------------ \| \| 1er \| Sonny Colbrelli \| Italie \| Bardiani CSF \| 4 h 48 min 18 s \| \| 2e \| Diego Ulissi \| Italie \| Lampre-Merida \| + 0 s \| \| 3e \| Francesco Gavazzi \| Italie \| Androni Giocattoli-Sidermec \| + 0 s \| \| 4e \| Tom-Jelte Slagter \| Pays-Bas \| Cannondale-Drapac \| + 0 s \| \| 5e \| Giovanni Visconti \| Italie \| Movistar Team \| + 0 s \| \| 6e \| Philippe Gilbert \| Belgique \| BMC Racing Team \| + 0 s \| \| 7e \| Jens Keukeleire \| Belgique \| Orica-BikeExchange \| + 0 s \| \| 8e \| Gianluca Brambilla \| Italie \| Italie \| + 0 s \| \| 9e \| Fabio Aru \| Italie \| Astana \| + 0 s \| \| 10e \| Kristian Sbaragli \| Italie \| Dimension Data \| + 0 s \| |                    |          |                             |                 |
| |                    |          |                             |                 |
| Sources : ProCyclingStats Cycling Quotient Cycling Archives |                    |          |                             |                 |
| Classement général |                    |          |                             |                 |
| Coureur | Coureur            | Pays     | Équipe                      | Temps           |
| 1er | Sonny Colbrelli    | Italie   | Bardiani CSF                | 4 h 48 min 18 s |
| 2e | Diego Ulissi       | Italie   | Lampre-Merida               | + 0 s           |
| 3e | Francesco Gavazzi  | Italie   | Androni Giocattoli-Sidermec | + 0 s           |
| 4e | Tom-Jelte Slagter  | Pays-Bas | Cannondale-Drapac           | + 0 s           |
| 5e | Giovanni Visconti  | Italie   | Movistar Team               | + 0 s           |
| 6e | Philippe Gilbert   | Belgique | BMC Racing Team             | + 0 s           |
| 7e | Jens Keukeleire    | Belgique | Orica-BikeExchange          | + 0 s           |
| 8e | Gianluca Brambilla | Italie   | Italie                      | + 0 s           |
| 9e | Fabio Aru          | Italie   | Astana                      | + 0 s           |
| 10e | Kristian Sbaragli  | Italie   | Dimension Data              | + 0 s           |